# Derby Elbląga w piłce nożnej
Derby Elbląga – rozgrywane są pomiędzy Olimpią Elbląg a Concordią Elbląg. Do tej pory rozgrywane jedynie na stadionie Olimpii.

## Historia
Derby Elbląga nie rozgrywane są zbyt długo, ponieważ prócz Olimpii, nie było drugiego klubu, grającego na wyższych szczeblach rozgrywkowych w Polsce. Taki stan rzeczy utrzymał się do sezonu 2008/09, który był pierwszym sezonie po reformie polskiego futbolu. Olimpia zajęła 11. miejsca w III lidze w sezonie 2007/08, co skutkowało "utrzymaniem się" w nowej III lidze (a w praktyce spadkiem o jedną klasę rozgrywkową), funkcjonującej od sezonu 2008/09. Tymczasem zajęcie przez Concordię miejsca 6. w IV lidze w sezonie 2007/08 zapewniało klubowi "awans" do nowej III ligi(a w praktyce - utrzymanie na czwartym poziomie rozgrywkowym). Rozgrywki III ligi w sezonie 2008/09 (grupa podlasko-warmińsko-mazurska) były pierwszymi, w którym dwa kluby z Elbląga zagrały w jednej lidze.

### Sezon 2008/09
Pierwszy mecz między drużynami Olimpii i Concordii wypadł już na 1. kolejkę. 9 sierpnia 2008 roku Olimpia wygrała z Concordią aż 7:0. W tym meczu sędzia Mariusz Czyżewski podyktował aż 3 rzuty karne (2 wykorzystane przed Olimpię i 1 niewykorzystany przez Concordię). Wyrzucił także z boiska zawodnika Concordii. W ciągu 21 minut gry obrońca Concordii, Daniel Ciesielski, otrzymał dwie żółte kartki i musiał opuścić boisko.
| 9 sierpnia 2008 17:00 CET | Olimpia Elbląg · Trafarski 16' (k.), 29' · Styś 60', 63' · Nowacki 66' · Chmielecki 67' (k.) · Biegański 86' | 7:0(2:0) | Concordia Elbląg | Stadion Miejski w Elblągu, Elbląg Widzów: 1 000 Sędzia: Mariusz Czyżewski (Olsztyn) |
|                           | |          |                  |                                                                                     |

Po rewanżowym spotkaniu (miało być rozgrywane na stadionie Olimpii, było dwukrotnie przekładane przez zły stan boiska), które skończyło się wynikiem 2:2, kibicom w Elblągu przyszło czekać trzy lata na kolejne derby, bowiem Olimpia awansowała do II ligi wschodniej.

### Sezon 2012/13
W sezonie 2012/13 obydwie drużyny ponownie spotkały się w ramach rozgrywek II ligi wschodniej (Olimpia uzyskując 16. miejsce w I lidze spadła poziom niżej, a Concordia zdobywając 2. miejsce w III lidze podlasko-warmińsko-mazurskiej, wskutek zrezygnowania z awansu mistrza rozgrywek, Startu Działdowo, awansowała klasę rozgrywkową wyżej). 4 listopada 2014 (w ramach 15. kolejki) doszło do pierwszego od trzech sezonów meczu derbowego, który zakończył się bezbramkowym remisem - 0:0. W rundzie rewanżowej, podobnie jak w sezonie 2008/09, mecz rozegrano na stadionie Olimpii. 2 czerwca 2014 roku lepsza okazała się drużyna "gości", która wygrała 0:1. Obie drużyny utrzymały się w II lidze wschodniej.

### Sezon 2013/14
W kolejnym sezonie drużyny spotkały się dwukrotnie. Podobnie jak wcześniej, obydwa mecze rozgrywane były na stadionie Olimpii. Pierwszy z nich zakończył się wynikiem 1:1 (gospodarzem była Olimpia), a wiosenny rewanż skończył się rezultatem 0:3 (gospodarzem - Concordia). W następnym sezonie miała nastąpić kolejna reforma piłki nożnej w Polsce - II liga zachodnia i wschodnia "scalała się" w jedną, a zespoły z miejsc 9-18 spadały do niższej klasy rozgrywkowej. Kluby z Elbląga zajęły odpowiednio 9. (Olimpia) i 17. (Concordia) miejsca, w związku z czym od nowego sezonu miały występować w III lidze podlasko-warmińsko-mazurskiej.

### Sezon 2014/15
Podobnie jak w sezonie 2008/09, derby Elbląga wypadły na 1. kolejkę ligową. Ponownie mecz rozgrywany był na boisku Olimpii, z Concordią w roli gospodarza. Żółto-biało-niebiescy wygrali ten mecz 2:0. W rundzie rewanżowej (rozgrywanej już w listopadzie, z Olimpią jako gospodarzem) padł wynik 1:1. Ostatecznie na koniec sezonu Olimpia była na 2. miejscu (przegrywając o 1 punkt ze swoją imienniczką z Zambrowa), a Concordia skończyła na 10. miejscu, łatwo zapewniając sobie utrzymanie.

### Sezon 2015/16
W meczu 2. kolejki rozgrywek drużyny z Elbląga spotkały się po raz pierwszy. Pomimo ogromnej przewagi, grająca w dziesięciu Concordia "dociągnęła" remis do końca, a mecz zakończył się wynikiem 0:0. Inaczej było w rewanżu, który odbył się 22 listopada. Olimpia pewnie pokonała Concordię 5:0, choć ta druga, podobnie jak w meczu z rundy jesiennej, kończyła mecz w dziesiątkę (po czerwonej kartce Lepczaka). Trzeci raz drużyny trafiły na siebie w 1/8 finału Wojewódzkiego Pucharu Polski, kiedy Olimpia powtórzyła ostatni rezultat, wygrywając pewnie 5:0.

## Lista rozegranych meczów
| #  | Data              | Rozgrywki                  | Kolejka | Boisko                    | Gospodarze       | Goście           | Wynik     | Gole (gospodarze)                                                                | Gole (goście)                                         | Publiczność |
| -- | ----------------- | -------------------------- | ------- | ------------------------- | ---------------- | ---------------- | --------- | -------------------------------------------------------------------------------- | ----------------------------------------------------- | ----------- |
| 1  | 9 sierpnia 2008   | III liga (2008/09)         | 1       | Stadion Miejski w Elblągu | Olimpia Elbląg   | Concordia Elbląg | 7-0 (2-0) | Trafarski (16, 29), Styś (60, 63), Nowacki (66), Chmielecki (67), Biegański (86) |                                                       | 1 000       |
| 2  | 1 kwietnia 2009   | III liga (2008/09)         | 16      | Stadion Miejski w Elblągu | Concordia Elbląg | Olimpia Elbląg   | 2-2 (1-0) | Masztaler (10), Lepczak (62)                                                     | Styś (47), Anuszek (67)                               | 650         |
| 3  | 4 listopada 2012  | II liga (2012/13)          | 15      | Stadion Miejski w Elblągu | Olimpia Elbląg   | Concordia Elbląg | 0-0 (0-0) |                                                                                  |                                                       | 2 000       |
| 4  | 2 czerwca 2013    | II liga (2012/13)          | 32      | Stadion Miejski w Elblągu | Concordia Elbląg | Olimpia Elbląg   | 0-1 (0-0) |                                                                                  | Raduszko (80)                                         | 1 000       |
| 5  | 28 września 2013  | II liga (2013/14)          | 10      | Stadion Miejski w Elblągu | Olimpia Elbląg   | Concordia Elbląg | 1-1 (1-1) | Kołosow (26)                                                                     | Zejglic (10)                                          | 600         |
| 6  | 27 kwietnia 2014  | II liga (2013/14)          | 27      | Stadion Miejski w Elblągu | Concordia Elbląg | Olimpia Elbląg   | 0-3 (0-2) |                                                                                  | Kołosow (31), Garcia-Muñoz (39) (s.), Leśniewski (66) | 1 500       |
| 7  | 10 sierpnia 2014  | III liga (2014/15)         | 1       | Stadion Miejski w Elblągu | Concordia Elbląg | Olimpia Elbląg   | 0-2 (0-2) |                                                                                  | Graczyk (44), Wiliński (45) (s.)                      | 900         |
| 8  | 16 listopada 2014 | III liga (2014/15)         | 18      | Stadion Miejski w Elblągu | Olimpia Elbląg   | Concordia Elbląg | 1-1 (0-0) | Bojas (51)                                                                       | Essomba (48)                                          | 500         |
| 9  | 12 sierpnia 2015  | III liga (2015/16)         | 2       | Stadion Miejski w Elblągu | Concordia Elbląg | Olimpia Elbląg   | 0-0 (0-0) |                                                                                  |                                                       | 1 000       |
| 10 | 22 listopada 2015 | III liga (2015/16)         | 19      | Stadion Miejski w Elblągu | Olimpia Elbląg   | Concordia Elbląg | 5-0 (0-0) | Pietroń (64, 76), Kubowicz (69, 70), Piceluk (73)                                |                                                       | 1 500       |
| 11 | 06 kwietnia 2016  | WPP - 1/8 finału (2015/16) | -       | Stadion Miejski w Elblągu | Olimpia Elbląg   | Concordia Elbląg | 5-0 (0-0) | Kołosow (52, 58, 62), Wenger (54), Piceluk (90)                                  |                                                       | 500         |

## Bilans
| Team             | Zwycięstwa | Remisy | Porażki | Bilans bramek |
| ---------------- | ---------- | ------ | ------- | ------------- |
| Olimpia Elbląg   | 6          | 5      | 0       | 27:4 (+23)    |
| Concordia Elbląg | 0          | 5      | 6       | 4:27 (-23)    |